# Anthracophorides
Anthracophorides är ett släkte av skalbaggar. Anthracophorides ingår i familjen Cetoniidae.
Kladogram enligt Catalogue of Life:
| Anthracophorides | \| \| Anthracophorides capeneri \| \| \| \| \| \| Anthracophorides maculata \| \| \| \| |
|                  | \| \| Anthracophorides capeneri \| \| \| \| \| \| Anthracophorides maculata \| \| \| \| |
|                  | Anthracophorides capeneri                                                               |
|                  |                                                                                         |
|                  | Anthracophorides maculata                                                               |
|                  |                                                                                         |